# Рассвет мертвецов (фильм, 1978)
«Рассвет мертвецов» (англ. Dawn of the Dead) — фильм о зомби, снятый режиссёром Джорджем Ромеро в 1978 году, в соавторстве с другим известным мастером ужасов — Дарио Ардженто, является продолжением фильма «Ночь живых мертвецов» (1968). Премьера состоялась 2 сентября 1978 года. Фильм является одним из лучших фильмов ужасов в истории и в фильмографии Ромеро. Бюджет фильма оценивался в 1,5 миллиона долларов, а сборы по всему миру составили 66 миллионов долларов. У фильма рейтинг одобрения 92% на Rotten Tomatoes. По мнению критиков является «одним из самых интересных и увлекательных фильмов о зомби».

## Сюжет
Начинается пандемия неизвестного происхождения. В крупных городах начались беспорядки, царит массовая истерия. Главные герои — сотрудница телестудии Фран, пилот Стивен, отец её будущего ребёнка, и два бойца элитного полицейского подразделения SWAT Роджер и Питер. Они спасаются бегством из города на вертолёте и находят убежище в огромном пригородном гипермаркете, вокруг здания и в торговых залах которого большое количество оживших мертвецов, бесцельно слоняющихся взад-вперёд (Герои сажают вертолёт на крыше гипермаркета и обосновываются в почти полностью изолированном от торговых залов служебном помещении на верхнем уровне — чердаке). Наличие товаров на прилавках и запасов на складах торгового центра наводит героев на мысль остаться и укрепиться в здании с тем, чтобы продержаться как можно дольше. А тем временем все системы гипермаркета продолжают функционировать, никем не управляемые, как будто это обычный рабочий день. Роджер и Питер блокируют выходы грузовиками, после чего все четверо зачищают здание от мертвецов, а их тела отвозят в холодильники гипермаркета. Роджера кусают, он и Питер из предыдущего опыта на службе понимают, что через несколько дней Роджер перестанет быть человеком. Фран ухаживает за Роджером, которому становится всё хуже, наконец Питер приказывает ей и Стивену выйти из комнаты. Роджер просит его позаботиться о нём и обещает, что постарается «не вернуться». Однако через какое-то время он всё же оживает, и Питер убивает его выстрелом в голову. Роджера похоронили по-человечески в саду гипермаркета среди кустов.
Оставшись втроём, герои некоторое время живут в идиллии. Стивен делает Фран предложение, однако она уклоняется от ответа на несвоевременное и не к месту сделанное предложение. Стивен обучает Фран азам пилотажа, чтобы если с ним что-то случилось, в группе был ещё хотя бы один человек, умеющий пилотировать вертолёт. Во время учебного полёта Фран вертолёт героев замечает группа байкеров-мародёров, промышляющих грабежом уцелевших складов и прочих убежищ. Мародёры нападают на гипермаркет и начинают грабёж; возникает перестрелка с главными героями, которую начал Стивен, хотя сами главные герои не особенно и интересуют мародёров. Следом за мародёрами в здание прорываются толпы зомби. Вдоволь позанимавшись мародёрством и настрелявшись в своё удовольствие в зомби, а также поиздевавшись над ними, байкеры-мародёры оставили гипермаркет. 4-5 мародеров умерло в гипермаркете от голодных мертвецов. Стивена кусают — и он становится зомби, но, повинуясь старым привычкам, он пытается вернуться в укреплённое убежище на чердаке и тем самым невольно приводит за собой других зомби. Увидев Стивена в его новом состоянии, Питер говорит Фран улетать на вертолёте без него. Сам он собирается покончить с жизнью, но в последний момент меняет решение и с боем прорывается на крышу, садится в вертолёт, и Фран поднимает машину в воздух.

## В ролях
- Гайлен Росс — Франсин Паркер
- Дэвид Эмдж — Стивен Эндрюс
- Скотт Х. Рейнигер — Роджер ДеМарко
- Кен Фори — Питер Вашингтон
- Дэвид Кроуфорд — доктор Фостер
- Дэвид Эрли — Берман
- Том Савини — Блэйдс, главный мародёр
- Джозеф Пилато — полицейский
- Ховард Смит — репортёр
- Тасо Ставракис — Санки, мародёр, убит и сожран зомби

## Награды и номинации
- 1980 — номинация на премию «Сатурн» за лучший грим (Том Савини)
- 2005 — премия «Сатурн» за лучший классический фильм на DVD

## Различные версии фильма
Первоначально существовали три версии, на которых основаны все прочие варианты фильма. Две из них создал сам Джордж Ромеро. Из финансовых соображений он использовал не только музыку итальянской группы «Goblin», написанную специально для фильма, но и очень много свободной архивной музыки из музыкальной библиотеки «De Wolfe». Использованы произведения таких классиков 'library music', как Джек Тромби, Саймон Парк, Пьер Эрви, Эрик Таурен, Герберт Чаппель и многих других.
Удлиненная версия (Long version) — созданная в спешке версия для показа на международном кинофестивале в Каннах 1977 года. В 1994 году эту версию выпустили в японских кинотеатрах как «режиссёрскую версию». Тем не менее, это был скорее маркетинговый ход, так как сам Ромеро считает эту монтажную версию недоделанной, рабочей версией. В 1990-х годах, когда в Голливуде был бум на выпуск специальных изданий фильмов (special edition), Ромеро издал расширенную версию фильма на лазерном диске — нет никаких подтверждений того, что это та самая редакция, что демонстрировалась в Каннах, однако именно эта версия считается у фанатов самой длинной и она наиболее распространена в США. Она длится 139 минут.
Американская киноверсия (American theatrical cut) — предпочитаемая версия Ромеро, которая вышла в кинопрокат США в 1979 году; в легко урезанной форме её также выпустили в Канаде и Великобритании. Данная версия представляет собой окончательный результат работы Ромеро над монтажом. В сравнении с удлиненной версией были удалены некоторые маловажные сцены; в ней также содержится больше музыки Goblin. Кроме того, в монтаже были сделаны некоторые изменения, в результате которых события более логично следуют друг за другом. Она длится 126 минут.
Версия Ардженто (Argento cut) — это версия, смонтированная Дарио Ардженто, который финансировал 50 % фильма, за что получил от Ромеро права на собственную монтажную версию для не англоязычных стран (за исключением Латинской Америки) и на прокат в этих странах. В версии Ардженто (также известна как «итальянская версия» или «европейская версия») удалили несколько диалогов и сцен характеризации персонажей; в ней преобладают приключенческие и насильственные аспекты фильма. Ардженто также вырезал юмористические сцены и использовал в качестве музыкального сопровождения практически исключительно музыку «Goblin». В результате в монтажной версии Ардженто несколько пострадали социально-критические высказывания версии Ромеро, но по части темпа и ритма эта версия несколько выигрывает. И хотя версия Ардженто короче обеих версий Ромеро, в ней присутствуют несколько сцен, которых нет в тех версиях. Большинство европейских версий основаны на этом варианте, который вышел в прокат под названием «Zombie». Джордж Ромеро не любил этот монтажный вариант фильма, который длится около 117 минут.
Полная версия (Complete Cut)  —  Самая новая и полная версия фильма выпущенная компанией  XT Video на Blu-ray в 2018 году. Данная версия является слиянием удлиненной и Арджентовской  версий фильма с добавлением вырезанных сцен. Длится данная версия 155 минут. 

## Производство
Идея фильма восходит к случаю в 1974 году, когда друг Ромеро и один из его инвесторов Марк Мэяон решил показать ему свой монровилльский торговый центр (ТЦ), находящийся в Монровиле в штате Пенсильвания. При осмотре торгового центра Ромеро пришла идея о том, что такое здание вполне может послужить убежищем в случае катастрофы. Впоследствии именно этот ТЦ и послужил основным местом съёмок фильма.
Съёмки начались 13 ноября 1977 года. Все торговые галереи и почти все магазины, показанные в кадре, были сняты в том же ТЦ. Исключением были только оружейный магазин (его снимали в Питтсбурге), шахта лифта и подсобки, которые герои оборудуют под своё жильё (их снимали в здании, где тогда располагалась компания Ромеро). Съёмки проходили только по ночам после закрытия в 23 часа. Хотя ТЦ открывался только в 10 утра, уже ближе к семи часам съёмки приходилось прекращать, потому что в это время автоматически начинали проигрываться голосовые оповещения и никто не знал, как их отключить. За три недели до Нового года съёмки в ТЦ были приостановлены, так как начался сезон рождественских покупок и владельцы ТЦ установили внутри множество украшений, из-за чего съёмочная группа тратила бы очень много лишнего времени, убирая их перед каждой съёмкой. В этот период снимали сцены, которые происходят вне ТЦ (в частности, вступление фильма на телестудии), а также Ромеро начал делать первый монтаж уже отснятых сцен. Съёмки в ТЦ возобновились 3 января 1978 года. Окончательно весь съёмочный процесс завершился в феврале.        
Художник по гриму Том Савини намеревался работать еще над первой картиной Ромеро — «Ночь живых мертвецов», однако его призвали на армейскую службу и он попал во Вьетнам. По его признанию, опыт Вьетнамской войны сильно повлиял на его работу в фильме «Рассвет мертвецов». Придумывая грим зомби он решил мазать лица актёрам серым цветом, чтобы они были похожи по цвету на зомби из «Ночи живых мертвецов», который был снят на чёрно-белую плёнку. После премьеры Савини признал, что идея была целиком ошибочна — на цветной плёнке серый цвет превратился в голубоватый. В перерывах некоторые статисты, изображавшие зомби, уходили в расположенные там же, в ТЦ, бары и напивались. Хотя Ромеро в целом приветствовал такое поведение (так как нетрезвые телодвижения статистов отлично вписывались в моторику зомби), это в то же время послужило источником других проблем — один раз пара статистов, напившись, угнала гольф-кар из тамошнего магазина и раскатывала на нём по галереям, пока они не разбили его, врезавшись в одну из колонн (общий ущерб был оценён на 7 тысяч долларов).      

## Музыкальное сопровождение
Саундтрек к фильму был написан итальянской прогрессив-рок группой Goblin.